# 首都高速5號池袋線
首都高速5號池袋線（日语：／ Shuto kōsoku 5 gō Ikebukuro sen */?）是日本東京都千代田區竹橋系統交流道至埼玉縣戶田市美女木系統交流道的首都高速道路路線。

## 路線概要
5號池袋線與6號向島線同為埼玉（S1川口線、東北自動車道、S5埼玉大宮線）、中央環狀線方向往都心環狀線的路線之一。
千代田區一橋（竹橋系統交流道）至豐島區池袋4丁目（北池袋出入口）間8.1公里的5號池袋線1期於1964年11月9日動工。竹橋系統交流道從都心環狀線分出後沿著日本橋川上方往北前進。在水道橋站附近跨過中央本線線路後沿著神田川向西前進。該區段有內環狀線連結計畫，但尚未動工。從飯田橋至江戶川橋是沿著神田川興建，其高架橋基礎工程也是與河川改建工程同時施工。從江戶川橋至南池袋，除了護國寺交差點的剛架橋，皆為短跨度預力混凝土橋，其前方跨越山手線、赤羽線（埼京線）線路的區間則是採用鋼結構。從六又交差點跨越山手線的池袋六又陸橋，是與相關道路同時施工，為雙層構造、具有逆V型立體剛架橋墩2座的巨大橋梁。跨越赤羽線至1期終點北池袋出入口的上部構造是預力混凝土橋，但為了確保川越街道拓寬作業空間，在現場使用支保工進行施工。北池袋出入口配合2期建設，採用容易延伸的構造。1期區間的竹橋系統交流道至西神田出入口間1.2公里於1967年3月30日、西神田護国寺出入口間3.9公里於1969年6月27日、護國寺至北池袋出入口間3.0公里於1969年12月19日分段啟用。1期區間在施工上的特色是正式使用鋼筋混凝土結構，以及採用高強度螺栓以降低噪音和增加連接強度，並導入預製床板等等。
池袋4丁目 - 板橋區三園間的5號池袋線2期9.3公里中，板橋區高島平（高島平出入口）間8.6公里於1970年2月5日動工。基本為雙向各2車道，但板橋區熊野町至大山東町的山手通區間因應未來的中央環狀線而採上下2段雙向各3車線構造，並設高松出入口服務郊外方向。熊野町交差點有川越街道共同溝工程與山手通地下化工程，為了提高工作空間的效率和經濟性，將地下連續壁作為首都高速高架橋的基礎以及地下道的擋土牆。板橋區仲宿至板橋本町有道路中央的共同溝與都營地下鐵三田線通過，因此基礎與橋墩都特別設計避開前述結構。道路在板橋區泉町至前野町離開中山道往出井川方向前進。北池袋出入口至高島平出入口間於1977年（昭和52年）8月19日開通。
1990年（平成2年）11月27日，5號池袋線沿著新大宮繞道往埼玉縣延伸，高島平出入口至戶田南出入口開通。1993年（平成5年）10月26日，戶田南出入口至連接東京外環自動車道的美女木系統交流道開通，5號池袋線全線開通。
1998年（平成10年）5月18日，美女木系統交流道往北至與野出入口的埼玉大宮線開通。2002年（平成14年）12月25日，板橋系統交流道至江北系統交流道的中央環狀王子線通車。2007年（平成19年）12月22日，熊野町系統交流道至大橋系統交流道的中央環狀新宿線開通。

### 工法
板橋區四葉的高島平高架橋（第576工區）有部分（約230公尺）是首都高速道路公團開發的「SSM式移動吊支保工」試驗工區。該工法是在上部構造施工現場設置附有頂蓋的作業設備，用來進行混凝土橋樑的鋼筋組立與混凝土澆築，作業完成後再移往下個跨度。此工法除了不影響橋梁下方的交通，可在鬆軟地基和河流上施工，其機械化作業使得工序管理更容易並縮短施工工期，而加蓋也可提升混凝土的品質管理。試驗完成取得成果後，此路線的板橋區前野町第562、563工區約920公尺也採用此工法。高島平高架橋獲選1973年度土木學會田中獎。

## 出入口
| 出入口編號          | 中文設施名     | 日文設施名 | 英文設施名                            | 接續路線名                                | 起點起計（公里） | 備註                                              | 所在地        | 所在地        |
| ------------------- | -------------- | ---------- | ------------------------------------- | ----------------------------------------- | ---------------- | ------------------------------------------------- | ------------- | ------------- |
| -                   | 竹橋JCT        |            |                                       | 首都高速都心環狀線                        | 0.0              |                                                   | 東京都        | 千代田區      |
| 27                  | 一橋出入口     |            |                                       | 白山通                                    | 0.1              | 北池袋、戶田南方向出入口 入口為ETC專用            | 東京都        | 千代田區      |
| 501                 | 西神田出入口   |            |                                       | 專大通、神保町、飯田橋方向                | 0.6              | 銀座、目黑方向出入口                              | 東京都        | 千代田區      |
| 502                 | 飯田橋出入口   |            |                                       | 目白通 外堀通                             | 2.2              | 大宮、東北道方向出入口                            | 東京都        | 新宿區        |
| 503                 | 早稻田出口     |            |                                       | 外苑東通 新目白通                         | 3.4              | 來自銀座、目黑方向的出口                          | 東京都        | 新宿區        |
| 505                 | 護國寺出入口   |            |                                       | 不忍通 音羽通                             | 4.5              | 銀座、目黑方向出入口 入口為ETC專用                | 東京都        | 文京區        |
| -                   | 南池袋PA       |            |                                       | -                                         |                  | 銀座、目黑方向                                    | 東京都        | 豐島區        |
| 507                 | 東池袋出入口   |            |                                       | 太陽城                                    | 5.9              | 銀座、目黑方向出入口 與太陽城一體化               | 東京都        | 豐島區        |
| 508                 | 東池袋出入口   | 6.2        | 大宮、東北道方向出入口 與太陽城一體化 | 太陽城                                    |                  |                                                   | 東京都        | 豐島區        |
| 509                 | 北池袋出入口   |            |                                       | 國道254號川越街道 山手通                  | 7.5              | 銀座、目黑方向出入口                              | 東京都        | 豐島區        |
| -                   | 熊野町JCT      |            |                                       | 首都高速中央環狀線 E20 中央道、高井戶方向 | 7.8              | 不可與銀座、東池袋方向往來                        | 東京都        | 板橋區        |
| -                   | 板橋JCT        |            |                                       | 首都高速中央環狀線 E4 東北道、三鄉方向    | 8.9              | 從板橋本町進入時，江北JCT方向不可進入禁止換線路段 | 東京都        | 板橋區        |
| 511                 | 板橋本町出入口 |            |                                       | 中山道（國道17號） 環七通                 | 9.5              | 銀座、目黑方向出入口                              | 東京都        | 板橋區        |
| 512                 | 板橋本町出入口 | 10.5       | 戶田南方向出入口                      | 中山道（國道17號） 環七通                 |                  |                                                   | 東京都        | 板橋區        |
| -                   | 志村TB         |            |                                       | -                                         |                  | 銀座、目黑方向                                    | 東京都        | 板橋區        |
| -                   | 志村PA         |            |                                       | -                                         |                  | 銀座、目黑方向                                    | 東京都        | 板橋區        |
| 513                 | 中台出入口     |            |                                       | 德丸、坂下方向 環八通                     | 12.9             | 銀座、目黑方向出入口                              | 東京都        | 板橋區        |
| 515                 | 高島平出入口   |            |                                       | 新大宮繞道 高島通                         | 18.0             | 銀座、目黑方向出入口 存在埼玉市方向出入口設置計劃 | 東京都        | 板橋區        |
| 517                 | 戶田南出入口   |            |                                       | 新大宮繞道                                | 18.8             | 銀座、目黑方向出入口                              | 埼玉縣 戶田市 | 埼玉縣 戶田市 |
| 518                 | 戶田出入口     |            |                                       | 新大宮繞道                                | 21.0             | 新都心、外環方向出入口                            | 埼玉縣 戶田市 | 埼玉縣 戶田市 |
| -                   | 美女木JCT      |            |                                       | C3 東京外環自動車道                       | 21.0             | 內部設有交通燈                                    | 埼玉縣 戶田市 | 埼玉縣 戶田市 |
| 埼玉大宮線 大宮方向 |                |            |                                       |                                           |                  |                                                   |               |               |

- 有計劃在飯田橋附近、神田川上連接高速內環狀線（日语：内環状線 (東京都)）。為了建設高速內環狀線的交流道，已保留分歧車道擴建構造。下方也可增設車道作為高速內環狀線本線。門型橋梁両側也可增設橫樑連接交流道。目前都市計畫尚未決定交流道的設計細節，但依據當時計畫，高速內環狀線內回連接池袋線美女木系統交流道方向，池袋線竹橋系統交流道方向連接高速內環狀線外回。隨著時代經過，對環境問題的日益關注，現在難以在河川上空建設道路，加上國土交通省等主要機關也專注於3環狀道路的建設，此計畫未被列為主要道路事業。
- 早稻田出口是往高速練馬線的西行分岐。神田川古川橋附近的路基與橫梁已保留構造與東行匯合。

## 历史
- 1967年3月：竹橋交流道～西神田出入口開通[1]。
- 1969年6月：西神田出入口～護國寺出入口開通[1]。
- 1969年（昭和44年）
  - 6月27日：西神田出入口 - 護國寺出入口開通[1]。
  - 12月19日：護國寺出入口 - 北池袋出入口開通[1]。
- 1970年（昭和44年）2月5日：北池袋出入口 - 高島平出入口動工[4]。
- 1977年（昭和52年）8月19日：北池袋出入口 - 高島平出入口開通[4]。
- 1990年（平成2年）11月27日：高島平出入口 - 戶田南出入口開通。
- 1993年（平成5年）10月26日：戶田南出入口 - 美女木系統交流道開通，全線開通。
- 2002年（平成14年）12月25日：中央環狀王子線開通，板橋系統交流道啟用。
- 2007年（平成19年）12月22日：中央環狀新宿線開通。熊野町系統交流道啟用。同時廢除上行線高松出口。
- 2008年（平成20年）
  - 8月3日：熊野町系統交流道油罐車翻車、車輛起火事故。中央環狀線在內的部分區間停止通行。
  - 8月9日：部分區間開放。
  - 10月14日：全面開放。
- 2018年（平成30年）3月18日：熊野町系統交流道 - 板橋系統交流道間的上下線4車道化。

## 交通量
24小時交通量（台）　道路交通調查
| 區間                              | 平成17（2005）年度 | 平成22（2010）年度 | 平成27（2015）年度 |
| --------------------------------- | ------------------ | ------------------ | ------------------ |
| 竹橋系統交流道 - 一橋出入口       | 110,341            | 93,864             | 88,486             |
| 一橋出入口 - 西神田出入口         | 110,341            | 93,864             | 88,486             |
| 西神田出入口 - 飯田橋出入口       | 110,341            | 87,873             | 81,121             |
| 飯田橋出入口 - 早稻田出口         | 110,341            | 98,809             | 89,664             |
| 早稻田出口 - 護國寺出入口         | 110,341            | 95,073             | 85,761             |
| 護國寺出入口 - 東池袋出入口       | 110,341            | 87,537             | 78,141             |
| 東池袋出入口 - 北池袋出入口       | 110,341            | 90,361             | 79,600             |
| 北池袋出入口 - 熊野町系統交流道   | 110,341            | 84,402             | 72,559             |
| 熊野町系統交流道 - 板橋系統交流道 | 110,341            | 151,545            | 156,986            |
| 板橋系統交流道 - 板橋本町出入口   | 90,220             | 106,854            | 108,286            |
| 板橋本町出入口 - 中台出入口       | 90,220             | 102,262            | 100,564            |
| 中台出入口 - 高島平出入口         | 90,220             | 86,388             | 84,410             |
| 高島平出入口 - 戶田南出入口       | 90,220             | 71,286             | 70,481             |
| 戶田南出入口 - 戶田出入口         | 90,220             | 55,112             | 60,004             |
| 戶田出入口 - 美女木系統交流道     | 90,220             | 55,112             | 60,004             |

（來源：「平成22年度道路交通センサス （页面存档备份，存于）」・「平成27年度全国道路・街路交通情勢調査 （页面存档备份，存于）」（國土交通省網頁））
- 令和2年度預定實施的交通量調査因嚴重特殊傳染性肺炎的影響而延期[8]。

### 交通堵塞
- 一般所稱的飯田橋堵塞、護國寺堵塞。

這是從池袋線飯田橋和護國寺附近開始的堵塞，主要發生在平日晚間返家時段。由於堵塞極為嚴重，常經由都心環狀線影響到台場線與深川線。
原因是飯田橋與護國寺一帶是坡度3%至4%的上坡。由於坡度平緩，不易察覺，但使得車速降低導致堵塞。此外，連接中央環狀線的熊野町系統交流道交通量大幅增加，因此堵塞常擴大到此處。
熊野町系統交流道至板橋系統交流道區間，在中央環狀新宿線開通時為雙向各3車道。2018年（平成30年）3月18日拓寬為雙向各4車道，但5號池袋線在熊野町有急彎，容易有堵塞與事故發生，加上與中央環狀線車道交會，經常發生嚴重堵塞。
- 過去的堵塞

1969年一期工程完成時啟用的北池袋出口因連結川越街道與山手通常有慢性堵塞。開通首日最高曾出現2.6公里的堵塞。該情形在1977年二期工程完工後已成功消除。

## 圖片

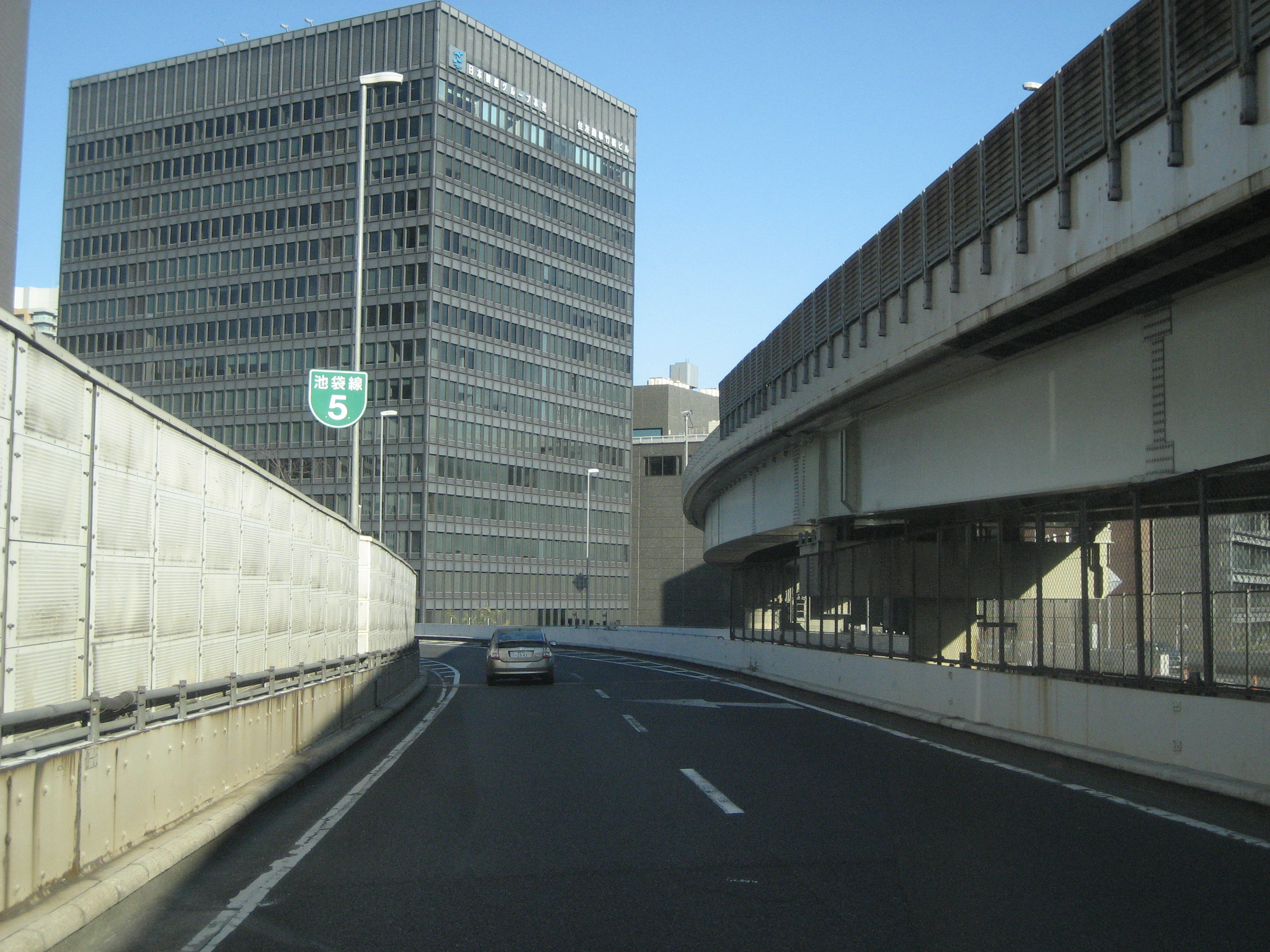
竹橋附近
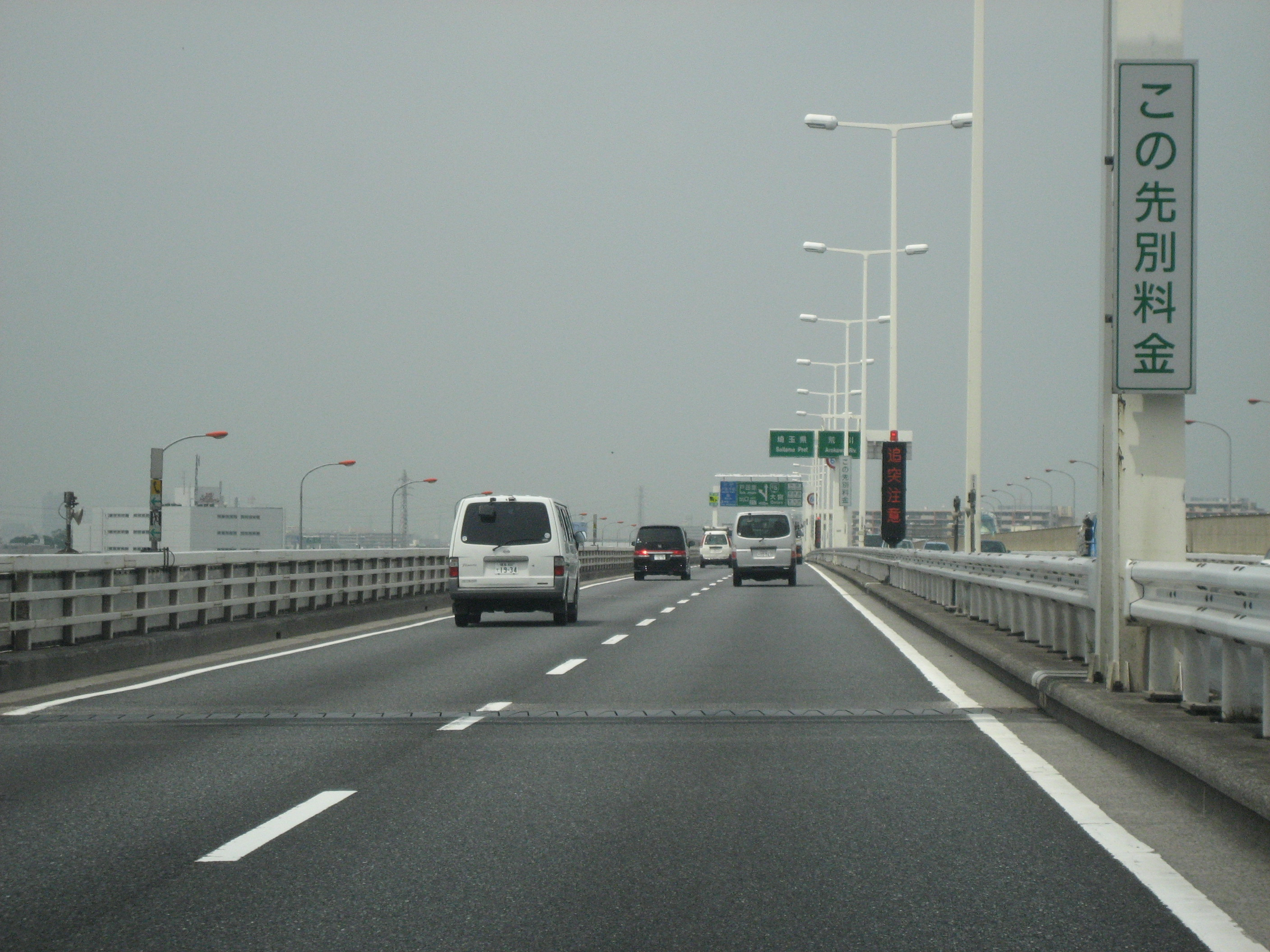
笹目橋（日语：笹目橋）附近
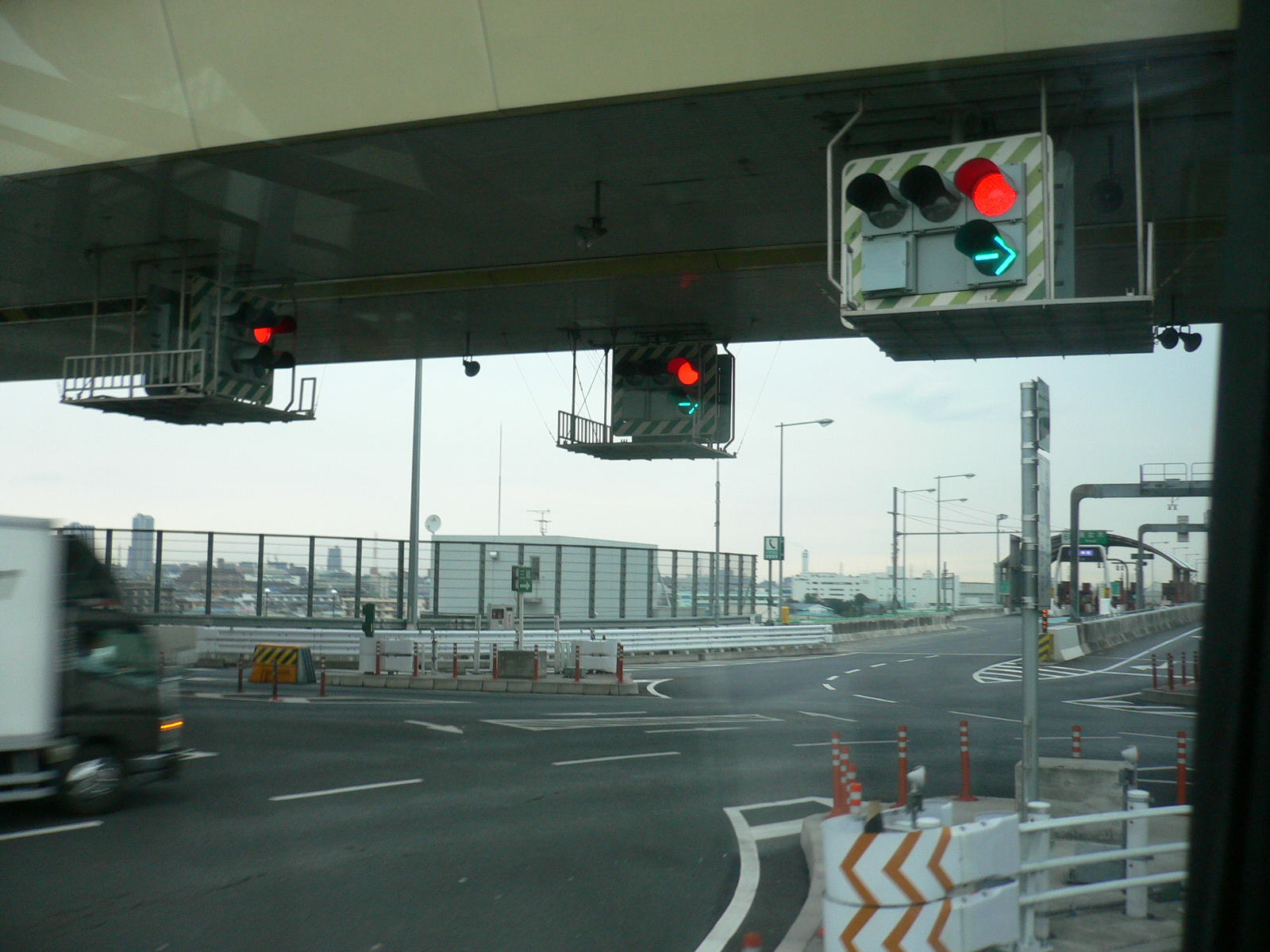
美女木系統交流道

## 外部連結
- 首都高速道路株式會社 （页面存档备份，存于）